# Cascante
Cascante és un municipi de Navarra, a la comarca de Tudela, dins la merindad de Tudela. Limita amb Tudela al nord i oest, Murchante al nord, amb Ablitas a l'est i amb Barillas, Tulebras, Monteagudo i Tarazona (Aragó) al sud.
| Evolució demogràfica                                | Evolució demogràfica | Evolució demogràfica | Evolució demogràfica | Evolució demogràfica | Evolució demogràfica | Evolució demogràfica | Evolució demogràfica | Evolució demogràfica | Evolució demogràfica | Evolució demogràfica |
| 1996                                                | 1998                 | 1999                 | 2000                 | 2001                 | 2002                 | 2003                 | 2004                 | 2005                 | 2006                 | 2007                 |
| --------------------------------------------------- | -------------------- | -------------------- | -------------------- | -------------------- | -------------------- | -------------------- | -------------------- | -------------------- | -------------------- | -------------------- |
| 3 555                                               | 3 548                | 3 616                | 3 665                | 3 783                | 3 822                | 3 853                | 3 906                | 3 989                | 3 957                | 3 940                |
| Fonts: Cascante i Institut d'Estadística de Navarra |                      |                      |                      |                      |                      |                      |                      |                      |                      |                      |

| 2007-     | Antonio Irujo Redrado        | PSN-PSOE |
| 2003-2007 | María Ángeles Ochoa          | UPN-PP   |
| 1999-2003 | Jesús Ascensión García Barea | PSN-PSOE |
| 1991-1999 | José Gómara Ruiz             | PSN-PSOE |
| 1990-1991 | Francisco Sola               | UPN-PP   |
| 1979-1990 | Gregorio Moneo               | PSN-PSOE |

## Història
Era una ciutat celtibera pertanyent a la tribu dels berons (Kaiskata) en llengua berona anmax, el territori de la qual va ser ocupat després pels vascons, que en la segona meitat del segle II va emetre una sèrie en Ae (unitats, meitats i quarts) amb metrologia celtibérico-berona i marques de valor a l'estil beró, mostrant cap masculí amb collaret, símbol llaurat i genet llanceo (unitats) o cavall galopant (divisors). Convertida en Municipium CASCANTVM, reprendria la seva activitat en temps de Tiberi. Hi va néixer Santa Vicenta María López y Vicuña.